# Колонія-Реконструкція
Колонія-Реконструкція (рум. Colonia Reconstrucția) — село у повіті Брашов в Румунії. Входить до складу комуни Фелдіоара.
Село розташоване на відстані 159 км на північ від Бухареста, 19 км на північ від Брашова.

## Населення
За даними перепису населення 2002 року у селі проживали 658 осіб.
Національний склад населення села:
| Національність | Кількість осіб | Відсоток |
| -------------- | -------------- | -------- |
| румуни         | 387            | 58,8%    |
| угорці         | 255            | 38,8%    |
| цигани         | 9              | 1,4%     |
| німці          | 7              | 1,1%     |

Рідною мовою назвали:
| Мова      | Кількість осіб | Відсоток |
| --------- | -------------- | -------- |
| румунська | 391            | 59,4%    |
| угорська  | 258            | 39,2%    |
| циганська | 6              | 0,9%     |